# Asystent sędziego
Asystent sędziego – pracownik sądu, prawnik z przygotowaniem praktycznym. Na zlecenie sędziego i pod jego kierunkiem wykonuje czynności administracji sądowej i czynności przygotowania spraw sądowych do ich rozpoznania. Stanowisko istnieje w sądach powszechnych, administracyjnych i wojskowych oraz w Sądzie Najwyższym.
Celem powołania asystentów sędziego jest odciążenie sędziów od czynności niepolegających na orzekaniu. Instytucja asystenta sędziego od wielu lat istnieje na zachodzie Europy, w Polsce pojawiła się po nowelizacji Prawa o ustroju sądów powszechnych zmierzającej do usprawnienia pracy sądów.

## W sądzie powszechnym
Na zlecenie sędziego i pod jego kierunkiem asystent sędziego sporządza projekty zarządzeń, orzeczeń lub ich uzasadnień. Na zlecenie sędziego asystent sędziego samodzielnie:
1. dokonuje analizy akt sprawy we wskazanym zakresie;
2. kontroluje stan spraw odroczonych, zawieszonych lub oczekujących na podjęcie czynności przez sędziego albo sąd;
3. zwraca się do osób i instytucji o nadesłanie informacji lub dokumentów niezbędnych do przygotowania sprawy do rozpoznania;
4. sporządza odpowiedzi na pisma niebędące pismami procesowymi;
5. gromadzi, we wskazanym zakresie, orzecznictwo i literaturę przydatne do rozpoznawania spraw lub wykonywania innych zadań powierzonych sędziom w danym wydziale.

Na stanowisku asystenta sędziego może być zatrudniony ten, kto jest obywatelem RP i korzysta z pełni praw cywilnych i obywatelskich, jest nieskazitelnego charakteru, ukończył wyższe studia prawnicze w Polsce i uzyskał tytuł magistra lub zagraniczne uznane w Polsce, a także ma przynajmniej 24 lata.
Szczegółowy zakres i sposób wykonywania czynności przez asystentów sędziów, określa Minister Sprawiedliwości w rozporządzeniu, mając na uwadze zasady sprawności, racjonalności, ekonomicznego i szybkiego działania, zapewniając rzetelne wykonywanie powierzonych zadań.

## W sądach szczególnych
Asystent sądu administracyjnego na polecenie sędziego i pod jego kierunkiem wykonuje zadania administracyjne i przygotowuje sprawę do rozpoznania. Po 5. latach może awansować na starszego asystenta (jeśli nie był karany dyscyplinarnie i miał pozytywne oceny roczne). Wymagania: obywatelstwo polskie i pełnia praw, nieskazitelny charakter i ukończone studia prawnicze.
Asystent sędziego sądu wojskowego jednocześnie jest osobą powołaną do zawodowej służby wojskowej. Asystentów w sądownictwie wojskowym wprowadzono ustawą, która weszła w życie 17 czerwca 2011 r. Na mocy tej ustawy dotychczasowych asesorów przeniesiono na stanowiska asystentów.
Asystent Sędziego (Starszy Asystent Sędziego) Sądu Najwyższego wykonuje czynności zlecone przez sędziego Sądu Najwyższego, w szczególności: przygotowuje wstępne analizy akt spraw przydzielonych sędziemu Sądu Najwyższego jako sprawozdawcy; wyszukuje i gromadzi orzecznictwo oraz literaturę, a także analizuje strony internetowe pod kątem informacji użytecznych przy rozstrzyganiu zagadnień prawnych oraz rozpoznawaniu środków odwoławczych; sporządza notatki, opinie i ekspertyzy prawne oraz przygotowuje projekty orzeczeń i uchwał; sporządza projekty uzasadnień i tez. Dodatkowo wykonuje czynności zlecone przez Prezesa Sądu Najwyższego kierującego pracą izby, w której wykonuje czynności, a w szczególności: wykonuje czynności związane z tworzeniem oraz redagowaniem izbowych baz orzeczeń w systemie informatycznym przeznaczonym do obsługi Sądu Najwyższego; uczestniczy w pracach redakcyjnych związanych z publikowaniem orzeczeń Sądu Najwyższego oraz ich uzasadnień, a także z wydawaniem biuletynów Sądu Najwyższego; sporządza projekty notatek informacyjnych do wydawanych przez Sąd Najwyższy orzeczeń, w tym projekt tezy oraz przyporządkowania orzeczenia w zakresie aktów prawnych i haseł przedmiotowych w systemie informatycznym przeznaczonym do obsługi Sądu Najwyższego. Asystent nie może asystować więcej niż jednemu sędziemu Sądu Najwyższego.